# Bradysia media
Bradysia media är en tvåvingeart som beskrevs av Freeman 1954. Bradysia media ingår i släktet Bradysia och familjen sorgmyggor. Inga underarter finns listade i Catalogue of Life.